# Tell All Your Friends
Tell All Your Friends es el primer álbum de estudio de la banda estadounidense de rock Taking Back Sunday. El grupo tuvo varios cambios de formación antes de decidirse por el vocalista Adam Lazzara, el guitarrista y vocalista John Nolan, el guitarrista Eddie Reyes, el bajista Shaun Cooper y el baterista Mark O'Connell. Taking Back Sunday lanzó una demo de cinco canciones a principios de 2001, después de lo cual fueron de gira la mayor parte del año. Alquilaron una habitación en Lindenhurst, Nueva York, donde escribieron y exhibieron canciones. En diciembre de 2001, la banda firmó con Victory Records y comenzó a grabar Tell All Your Friends. El álbum, producido por Sal Villanueva, fue grabado en Big Blue Meenie Recording Studio en Nueva Jersey.
A principios de marzo de 2002, se lanzó un video musical para "Great Romances of the 20th Century" y la canción se distribuyó a las estaciones de radio. Tell All Your Friends fue lanzado el 26 de marzo. Vendió 2 000 copias la primera semana, llegando al número 183 en la lista Billboard 200. Ese verano, Taking Back Sunday estuvo de gira con Brand New y Rufio. En diciembre, se lanzó un video musical inspirado en Fight Club para "Cute Without the 'E' (Cut from the Team)". El grupo pasó la primera parte de 2003 de gira con The Used y The Blood Brothers antes de encabezar su propia gira. Después de la gira, Nolan y Cooper abandonaron la banda y fueron reemplazados por Fred Mascherino y Matt Rubano. En septiembre, "You're So Last Summer" se distribuyó a las estaciones de radio y la banda comenzó a encabezar una gira con Saves the Day, que duró hasta noviembre. En noviembre de 2003, se lanzó un video musical para "You're So Last Summer".
Tell All Your Friends ha recibido críticas positivas de críticos en su mayoría. En septiembre de 2005, el álbum fue certificado oro en los Estados Unidos por haber vendido 500 000 copias. Con ventas de 790 000 copias, Tell All Your Friends es el álbum más vendido de la banda. Es el lanzamiento de Victory Records que más tiempo ha permanecido en las listas de álbumes Billboard Heatseekers e Independent, trazando 68 semanas en la primera y 78 en la segunda. En 2012, la banda se fue de gira para celebrar el décimo aniversario de Tell All Your Friends. La banda tocó un set completo en acústico del álbum en la gira de aniversario, que luego se lanzó en 2013 como el álbum en vivo TAYF10 Acoustic.

## Antecedentes
El guitarrista Eddie Reyes, que había tocado en The Movielife, Mind Over Matter e Inside, y el guitarrista Jesse Lacey de Rookie Lot fundaron Taking Back Sunday en Amityville, Nueva York en noviembre de 1999. Lacey se mudó al bajo con la incorporación del guitarrista John Nolan. El grupo también incluyó al vocalista Antonio Longo de One True Thing y al baterista Steven DeJoseph. En una fiesta, según los informes, Nolan se había enamorado de la novia de Lacey, después de lo cual Lacey dejó la banda. Lacey formó Brand New un año después. Nolan contactó a Adam Lazzara para completar el bajo, lo que resultó en que Lazzara se mudó de Carolina del Norte a Nueva York. Lazzara conoció a la banda cuando tocaron en un show cerca de su ciudad natal en Carolina del Norte.
DeJoseph se fue, dejando a la banda sin un baterista. Mark O'Connell, un amigo de Reyes, se enteró de la vacante y se unió al grupo. Después de grabar el EP homónimo de Taking Back Sunday, Longo dejó la banda y finalmente tocó con Guilt Like Gravity y The Mirror. En diciembre de 2000, Lazzara pasó del bajo a la voz principal. Nunca pensó que se convertiría en el cantante del grupo: "Recuerdo haber entrado en el Windstar [de Reyes] con ese [EP] y solo conducir cantando esas canciones, solo para obligarme a hacerlo". O'Connell sugirió que el grupo necesitaba un bajista, y trajo a Shaun Cooper. En febrero de 2001, Taking Back Sunday lanzó una demo de cinco pistas antes de ir de gira durante un año.

## Composición
Lazzara y Nolan compartían un apartamento, a menudo permanecían hablando hasta las 5:00 a. m. y comenzaban a mostrarse las composiciones en las que estaban trabajando. Neil Rubenstein, quien luego se convirtió en el mánager del tour del grupo, a menudo los encontraba componiendo canciones con guitarras acústicas. Taking Back Sunday tenía una habitación en Lindenhurst, Nueva York, donde practicaban y componían todas las noches; su primera canción escrita fue "Great Romances of the 20th Century". La banda frecuentemente grabó demos. La banda escribió música juntos, mientras que Lazzara y Nolan escribieron letras. Un miembro solía proponer una parte, que el resto del grupo expandiría en una canción. En muchas canciones, Lazzara y Nolan usan voces de llamada y respuesta. En diciembre de 2001, el grupo firmó con Victory Records con sede en Chicago y tenía material suficiente para un álbum.
Reyes dijo que el álbum fue escrito únicamente por "diversión y amor a la música, sin expectativas". Their lyrics were inspired by personal experience. Sus letras fueron inspiradas por la experiencia personal. Nolan y Lazzara tenían un concepto donde algunas de las letras se podían leer "como una obra donde una línea es el chico y la siguiente línea es la chica... A veces, cuando lees la letra es un poco aburrido y es más interesante de esta manera". Aproximadamente la mitad de los títulos de sus canciones, según Nolan, provienen de "sentarse a altas horas de la noche viendo televisión". El título de "Cute Without the 'E' (Cut from the Team)" llegó cuando un amigo de la banda dijo que alguien que él conocía estaba "separado del equipo". "Great Romances of the 20th Century" incluye una muestra de audio de la película, Beautiful Girls (1996). Durante el coro de "Ghost Man on Third", Lazzara dijo que hace su "mejor impresión de Daryl Palumbo". Lazzara dijo que "The Blue Channel" y "Head Club" fueron canciones que la banda usó "para obtener suficientes canciones para llenar un disco para que pudiéramos ir de gira". El sonido del álbum se describiría más tarde como emo pop y post-hardcore. Por esta época, Taking Back Sunday estuvo influenciado por las bandas emo the Get Up Kids y the Promise Ring.

## Producción
Aunque otras discográficas expresaron su interés en Taking Back Sunday, Victory los alentó a grabar un álbum. Tell All Your Friends se grabó durante un período de dos semanas en diciembre de 2001 en Big Blue Meenie Recording Studio en Nueva Jersey con el productor Sal Villanueva. Las sesiones terminaron costando $10 000. La banda llegó sin batería, suponiendo que el estudio tuviera una. El ingeniero Tim Gilles dijo: "Ningún gran estudio en Estados Unidos tiene su propio set [de batería]. Debes estar jodidamente bromeando". El grupo quería volver a grabar "Your Own Disaster" desde su demo, pero no pudo debido a limitaciones de tiempo y dinero. En cambio, fue regrabado para el siguiente álbum de Taking Back Sunday, Where You Want to Be (2004). Villanueva contribuyó con el trabajo de guitarra y co-mezcló las grabaciones con Rumblefish. El álbum fue diseñado por Gilles, Erin Farley y Arun Venkatesh, con masterización de Gilles en Surgical Sound.
Rubenstein contribuyó con la voz de "There's No 'I' in Team", "Timberwolves at New Jersey" y "Head Club". La hermana de Nolan, Michelle, cantó en "Bike Scene" y "Ghost Man on Third", y Matt McDannell contribuyó con la voz de "Head Club". Nolan sugirió a su hermana "porque sabía que tenía una voz increíble". En un artículo de 2011 Alternative Press, Cooper dijo que la banda no estaba contenta con "algunas de las elecciones que se habían hecho sin nosotros"; las introducciones a "Great Romances of the 20th Century" y "The Blue Channel" fueron cambiadas por técnicos de estudio sin la participación de la banda.

## Lanzamiento
En enero de 2002, Taking Back Sunday realizó una gira con Rival Schools. Fue lanzado un video musical de "Great Romances of the 20th Century" dirigido por Christian Winters, un amigo de la banda, el 4 de marzo. Winters hizo el video antes de que el grupo firmara con Victory y la compañía discográfica lo disfrutó. La canción fue distribuida a las estaciones de radio el 12 de marzo, y Tell All Your Friends fue lanzado el 26 de marzo. Su portada fue tomada por John Clark. Para promover el álbum, el fundador de Victory, Tony Brummel, se enfocó en personas que estaban familiarizadas con el sello y también fanes del emo. En Chicago, Nueva York y Los Ángeles, Victory entregó 20 000 álbumes de muestra a un costo de aproximadamente $100 000; Brummel consideró que esta era una mejor inversión que tratar de ganar escuchas en la radio. RED Distribution, que se encargó de la distribución de Victory, sabía que el grupo no tenía radio y comenzó a publicar sobre el álbum en sitios web emo. Un grupo de Yahoo! con más de 1 300 fanes de Taking Back Sunday les permitieron descargar demos de "Bike Scene" y "Head Club", una táctica que se esperaba aumentaría las ventas.
Durante tres semanas, a partir de mediados de marzo de 2002, Taking Back Sunday participó en la gira de Victory Records junto con Catch 22, Grade, Student Rick y Reach the Sky. La banda luego se fue de gira ese verano con Brand New y Rufio. Durante esta gira, los shows a menudo se quedaban sin entradas y se llevaban a lugares más grandes, que a su vez se vendían todas las entradas por completo. Cuando esto ocurrió, el grupo recibió dinero de bonificación. Nolan dijo: "Y fue la primera vez que llegamos a casa y teníamos dinero, como si hiciéramos dinero con la gira". Hasta este punto, los miembros habrían regresado al trabajo tan pronto como terminaron las giras. Nolan dijo que "fue realmente grande para mí... como, 'Wow, no me gusta estar luchando para salir adelante en este momento, en realidad nos estamos ganando la vida haciendo esto'". En septiembre, viajaron con Midtown y Recover. Durante la gira, Lazzara sufrió una lesión en la cabeza, lo que obligó al grupo a abandonar la gira. En noviembre y diciembre de 2002, Taking Back Sunday realizó una gira con the Starting Line y Northstar.
El 10 de diciembre, se lanzó un video musical para "Cute Without the 'E' (Cut from the Team)" en Launch.com. El video, concebido y dirigido por Winters, se inspiró en la película de 1999 Fight Club (una de las favoritas de Nolan y Lazzara). La idea original de Lazzara para el video era que los hombres lucharan contra mujeres, lo que fue rechazado por Winters y Victory Records antes de que Lazzara y Winters lo ampliaran en la versión final. En enero de 2003, Taking Back Sunday realizó una gira con The Used y the Blood Brothers. Encabezaron el Takeover Tour en marzo y abril, con el apoyo de From Autumn to Ashes y Recover. El grupo debía realizar una gira por el Reino Unido con Brand New en mayo y junio, sin embargo, todos los shows se cancelaron entre los rumores de que la banda se estaba separando. A principios de mayo, el grupo emitió una declaración explicando que "ha habido una serie de eventos personales con miembros de la banda... Necesitamos dar un paso atrás en este momento". Alrededor de este tiempo, Nolan (citando el agotamiento de la gira) dejó la banda, y Cooper siguió poco después. Según Lazzara, Nolan y Cooper estaban "teniendo problemas porque todo estaba pasando tan rápido. Pasar de estar en casa... a estar fuera todo el tiempo y tener toda tu vida consumida y casi definida por la banda en la que estás es mucho que manejar". La banda brevemente consideró romper. Nolan y Cooper formaron Straylight Run con la hermana de Nolan, Michelle, y el baterista de Breaking Pangea, Will Noon.
De junio a agosto de 2003, el grupo actuó en el escenario principal en el Vans Warped Tour. Reyes contactó a su amigo, el líder de Breaking Pangea Fred Mascherino, quien audicionó para el lugar de Nolan; el 5 de agosto, se anunció que Mascherino era un miembro de la banda. El bajista Matt Rubano, que creció con O'Connell, se unió al grupo. Rubano fue invitado a una audición por O'Connell, pero inicialmente estaba indeciso, ya que no era fan de la música emo ni estaba al tanto de la banda; sin embargo, compró el álbum y aprendió las partes de Cooper. El 16 de septiembre, "You're So Last Summer" fue lanzado como un sencillo de radio. De septiembre a noviembre, Taking Back Sunday codirigió una gira con Saves the Day, con el apoyo de Moneen. En noviembre, se filmó un video musical de "You're So Last Summer" en el Fulton State Park de Nueva York. El video, dirigido por Winters, debutó en MTV el 24 de noviembre. En el video, la banda toca mientras que el vocalista de Public Enemy, Flavor Flav (con toda su vestimenta) salta. Según Lazzara, el grupo se estaba burlando de sí mismo: "Tuvimos dos hombres que abandonaron nuestra banda y había dos cantantes principales, así que estábamos tratando de pensar en una forma de traer a los nuevos miembros de la banda al video, pero no a Fred cantando la parte del antiguo. Y la forma más divertida de hacerlo fue usar Flavor Flav". El 3 de diciembre, la banda apareció en el programa de televisión IMX.

## Crítica
Según el crítico de AllMusic, Kurt Morris, Tell All Your Friends es similar al This Time Next Year (2000) de Movielife; la "capacidad de Taking Back Sunday... de sonar tan descaradamente" como Movielife fue "casi su perdición". Morris escribió que las voces se parecían mucho a las del efecto Canterbury, y llamó a Taking Back Sunday "un poco más rockin'" que Movielife: "Han cultivado punk, hardcore, emo y pop y lo hibridó mejor". Sin embargo, Morris llamó el álbum "en ninguna parte cercano a algo original o creativo". Gil Kaufman, de Rolling Stone, escribió que el álbum "esquiva muchas trampas emo emocionales" con "hardcore infundido por el pop" y "letras dramáticas iluminadas" que describen "dolores de cabeza que se tambalean entre el abatimiento y la oscura venganza". Peter White de Drowned in Sound escribió que el álbum contenía "un pop enfadado y nihilista cubierto de riffs de monstruos" que "gritan para rivalizar con cualquier cosa en un disco de Obituary". El crítico de Chart Attack, Steve Servos, notó que la "voz un tanto rasposa" de Lazzara era capaz de cambiar "con facilidad de voces melódicas a gritos totales".
El escritor de CMJ New Music Monthly, Andrew Bonazelli, señaló similitudes musicales con la también banda de Victory Records, Thursday. En Tell All Your Friends, "una serie de equipos dobles, dos guitarras a tope", fusionando "melodías pop de canal limpio" con "progresiones de metal chirriantes" para crear "antífonos catárticos y esquizofrénicos". Bonazelli llamó a las canciones "bombast[ic]" y "ocasionalmente deslumbrantes". Stuart Green de Exclaim! escribió que el álbum era "un trabajo enérgico y bien producido", aunque señaló que llegó "en un momento en que hay una avalancha de bandas que suenan similares. No está mal, pero tampoco se destaca". Olli Siebelt escribió para BBC Music que la banda trajo "una mezcla bienvenida de estilos originales a un campo de juego abarrotado", con "una mezcla interesante de post-punk del sur de California, nu-metal y hardcore de la vieja escuela". Según Siebelt, Taking Back Sunday compuso "canciones fantásticamente pegadizas" que eran "poppy y divertidas" y "optimistas y emocionalmente agresivas". Siebelt comparó el álbum con All y con the Descendents, conservando "suficiente de su propia identidad" para elevar a la banda por encima de sus pares.

## Resultado comercial
Aunque se informó que se habían enviado 15 000 copias, solo se vendieron 2 000 copias en la primera semana de lanzamiento de Tell All Your Friends. El álbum pasó una semana (en el número 183) en el Billboard 200, y 68 semanas en la tabla de álbumes Heatseekers, alcanzando su punto máximo en el puesto 9. Pasó 78 semanas en la tabla de álbumes independientes, alcanzando el número 8, y alcanzó el número 23 en la lista Catalog Albums. A pesar de la poca difusión, Tell All Your Friends vendió 110 000 copias en marzo de 2003; cerca de fin de año, las ventas fueron de 252 000. En abril de 2004, el álbum había vendido casi 400 000 copias, y en septiembre de 2005 fue certificado oro por la RIAA. Para mayo de 2009, el álbum había vendido 790 000 copias en los Estados Unidos. En abril de 2010, el álbum ha vendido más de un millón de copias en todo el mundo. Tell All Your Friends es el álbum más exitoso de Taking Back Sunday y de Victory Records. También se convertiría en el récord más antiguo de Victory en los charts de Heatseekers y álbumes independientes de Billboard.

## Reconocimientos y legado
Drowned in Sound incluyó el álbum en su lista de álbumes principales de 2002. Según Philip Obenschain de Alternative Press, Tell All Yor Friends "se ha mantenido como uno de los lanzamientos más famosos e influyentes de la escena". A pesar de que "no es su mejor sonido, su madurez o su ambición más alta... es la energía inmaterial y cargada de emoción de Tell All Yor Friends, la incertidumbre, la seriedad y los asperezas que la hacen tan especial". El álbum fue incluido en la lista de 101 Modern Classics de Rock Sound en el número 13, y la revista lo consideró "el Hybrid Theory del emo". NME lo enumeró como uno de los "20 álbumes emo que han resistido firmemente la prueba del tiempo".
Chris Collum escribió para AbsolutePunk que Tell All Your Friends "capta la atención del oyente desde el principio" y el álbum expresó "sentimientos que son completamente genuinos, no artificiales, ensayados o formulistas, sin ser exagerados o cursis". Collum calificó la ejecución vocal de Lazzara y Nolan de "disparos rápidos" de una manera "hacia adelante y hacia atrás", como si sostuvieran un diálogo, [que] le permite realmente aferrarse y obtener una idea de la emoción cruda detrás de las canciones". En una revisión retrospectiva para Alternative Press, Brendan Manley escribió que el álbum "está tan cerca de una obra maestra moderna, capturando no solo una banda en su vértice, sino una escena completa". Channing Freeman de Sputnikmusic escribió que el álbum presenta "acordes de potencia y rasgueos limpios y muting y reverberación de palma". Acerca de si esto fue negativo, Freeman dijo: "Con canciones tan buenas, no debería ser... Todo está aquí, sólido e innegablemente pegadizo". Jonathan Bradley escribió para Stylus Magazine que, si bien el álbum "es notable no tanto por ser un modelo sino porque es un libro de jugadas" y "proporcionaría la guía How-To perfecta para adolescentes con guitarras en todo Estados Unidos y más allá".
Cuatro de las canciones del álbum se incluirían más tarde como parte de la recopilación Notes from the Past en 2007. Tell All Your Friends fue tocado en vivo en su totalidad en Bamboozle 2011. En una entrevista de 2011 con CMJ, Adam Lazzara y John Nolan eligieron el álbum pista final ("Head Club") como su canción favorita de Take Back Sunday. Para celebrar el décimo aniversario de Tell All Your Friends, la banda realizó una gira por los Estados Unidos. En octubre y noviembre de 2012 con el apoyo de Bayside. En noviembre, el álbum se grabó en la lista Vinyl Albums de Billboard, alcanzando su punto máximo en el número 8. En junio de 2013, la banda lanzó una versión acústica en vivo del álbum y una película complementaria, TAYF10 Acoustic. Las grabaciones se hicieron en Los Ángeles y Chicago. En septiembre, la banda presentó dos versiones eléctricas del álbum en Nueva Jersey. TAYF10 Acoustic y TAYF10: Live from Starland Ballroom fueron lanzados como un doble DVD en diciembre, y TAYF10 Acoustic fue lanzado en vinilo. En 2014, Cooper dijo que Warner Bros. Records quería que el grupo volviera a grabar Tell All Your Friends durante las sesiones de Taking Back Sunday (2011); Cooper les respondió: "¿Estás loco?". En 2015, Lazzara dijo que no le gustaba su voz en el álbum: "Estaba gritando todo esperando que encajara de alguna manera, tratando de pintar con un color extraño".

## Listado de canciones
1. "You Know How I Do" – 3:21
2. "Bike Scene" – 3:35
3. "Cute Without The 'E' (Cut From The Team)" – 3:33
4. "There's No 'I' In Team" – 3:48
5. "Great Romances Of The 20th Century" – 3:35
6. "Ghost Man On Third" – 3:59
7. "Timberwolves At New Jersey" – 3:23
8. "The Blue Channel" – 2:30
9. "You're So Last Summer" – 2:59
10. "Head Club" – 3:02

## Créditos
Personal del álbum según el libreto del mismo y cubierta trasera:
Taking Back Sunday
- Eddie Reyes – guitarra
- Mark O'Connell – batería
- Shaun Cooper – bajo
- John Nolan – guitarra, piano, teclados, cantante
- Adam Lazzara – cantante

Músicos adicionales
- Neil Rubenstein – voces (pistas 4, 7, y 10)
- Michelle Nolan – voces (pistas 2 y 6)
- Matt McDannell – voces (pista 10)
- Sal Villaneuva – guitarra

## Listas de éxitos
Lanzamiento original
| Lista (2002–04)                 | Mejor posición |
| ------------------------------- | -------------- |
| US Billboard 200                | 183            |
| US Billboard Catalog Albums     | 23             |
| US Billboard Heatseekers Albums | 9              |
| US Billboard Independent Albums | 8              |

Relanzamiento
| Lista (2012)              | Mejor posición |
| ------------------------- | -------------- |
| US Billboard Vinyl Albums | 8              |